# Mon Desir
Mon Desir es una localidad de Trinidad y Tobago, que forma parte de la región de Siparia.

## Geografía
La localidad abarca parte de la isla Trinidad y limita al norte con Dow Village, al sur con Gheerahoo, al este con Harris Village, Pepper Village y Delhi Settlement y al oeste con Aripero Village y Mon Desir-Silver Stream.

## Demografía
Datos demográficos de la localidad de Mon Desir:
| Gráfica de evolución demográfica de Mon Desir entre 2000 y 2011 |
|                                                                 |